# Sabrinas hemliga liv
Sabrinas hemliga liv (originaltitel: Sabrina's Secret Life, fransk titel: Le Secret de Sabrina) är en fransk-kanadensisk-amerikansk animerad TV-serie som är baserad på Archie Comics seriefigur Sabrina, the Teenage Witch, producerad av DIC Entertainment Corporation och Les Studios Tex SARL. Serien är en uppföljare till Sabrina: the Animated Series och sändes i syndikering på kanalerna DIC Kids Network i USA och TF1 i Frankrike mellan 2003 och 2004.